# 柿家すし
柿家すし（かきやすし）は、日本の宅配寿司チェーン店。ピザーラを展開する株式会社フォーシーズが経営している。
フードデリバリーモール『ごちクル』の宅配弁当上半期人気ランキング【関東・寿司部門】で2年連続1位に選ばれている（2020年・2021年）。

## 概説
出前寿司店として現在、関東で24店舗を展開している。ピザーラに続くデリバリーのジャンルでの新業態として、株式会社フォーシーズが「柿家すし（かきやすし）」をオープンした。
2016年2月、宅配どんぶり専門店としてオープンした「どんまつ」も一部店舗を除き柿家すしが配達している。